# Мінамото-но Йосітомо
Мінамо́то-но Йосіто́мо (яп. 源義朝, みなもとのよしとも; 1123—1160) — японський політичний діяч і полководець кінця періоду Хей'ан. Старший син Мінамото но Тамейосі, праонук відадтного військовика Мінамото-но Йосііе. Батько Мінамото-но Йорітомо і Мінамото-но Йосіцуне. Старший брат Мінамото-но Таметомо і Мінамото-но Юкіїе.
Переніс ставку рода до Камакури у провінції Саґамі. Після цього став готуватися до відновлення потуги свого роду. Незабаром підкорив майже усю провінцію Саґамі. Потім напав на сусідню провінцію Мусасі, де йому протистояв його брат Йосіката, який в 1155 році зазнав поразки і був убитий. Пізніше Йосітомо воював проти іншого свого брата, Йоріката та батька Тамейосі, але успіху не домігся.
Брав участь у смуті Хоґен 1156 року на боці Імператора Ґо-Сіракави проти опозиціонерів, серед яких був його батько. За здобуту перемогу отримав 5-й молодший чиновницький ранг і посаду Голови лівої конюші Імператора (左馬頭, сама-но-камі).
Разом із Фудзівара-но Нобуйорі був одним з організаторів антиурядової смути Хейдзі 1159 року. Розбитий загонами Тайра-но Кійоморі.
Убитий власним васалом Осадою Тадамуне у провінції Оварі під час відступу у Східну Японію.